# Działalność regulowana
Działalność regulowana – jedna z form reglamentacji działalności gospodarczej w Polsce, wprowadzona po raz pierwszy w ustawie o swobodzie działalności gospodarczej. Za działalność regulowaną uznano m.in. niektóre z rodzajów działalności gospodarczej wymagające wcześniej zezwoleń.

## Cel wprowadzenia
Na podstawowe cele wprowadzenia działalności regulowanej wskazywało uzasadnienie do projektu ustawy o swobodzie działalności gospodarczej. Podkreślono tam, że zastąpienie zezwoleń wpisem do rejestru działalności regulowanej służy poszerzeniu zakresu wolności gospodarczej. „W założeniu projektu przepisy rozdziału 4 ustawy o swobodzie działalności gospodarczej miały:
- wprowadzić zasadę ograniczonej reglamentacji,
- jednoznacznie określić istotę poszczególnych form prawnych reglamentacji działalności gospodarczej,
- zmniejszyć zakres działalności gospodarczej podlegającej koncesjonowaniu,
- stworzyć podstawy prawne do zniesienia większości zezwoleń,
- nadać postanowieniom nowej ustawy pierwszeństwo w stosunku do postanowień ustaw odrębnych,
- stworzyć podstawy prawne do korzystniejszego niż obecnie ukształtowania katalogu uprawnień i obowiązków przedsiębiorców w postępowaniu reglamentacyjnym, m.in. przez odejście od możliwości stosowania niektórych klauzul generalnych i posługiwania się przez organy reglamentacyjne decyzjami opartymi na swobodnym uznaniu,
- wprowadzić częściowo nowe zasady udzielania koncesji o ograniczonej ich liczbie oraz przy wielu ubiegających się, przez zastosowanie przetargu”.

Do zastąpienia zezwoleń na prowadzenie niektórych rodzajów działalności wpisem do rejestru działalności regulowanej przyczynił się również fakt, że wydawanie zezwoleń, na gruncie ustawy – Prawo działalności gospodarczej, odbywało się niejako automatycznie, po stwierdzeniu przez organ zezwalający, że przedsiębiorca spełnia określone warunki. Później ciężar odpowiedzialności za spełnienie tych warunków spoczywał na przedsiębiorcy, który w oświadczeniu miał stwierdzić, że spełnia szczególne warunki wykonywania danej działalności, a organ rejestrujący nie miał obowiązku sprawdzania, czy przedsiębiorca faktycznie te warunki spełnia.
W uzasadnieniu do projektu ustawy o swobodzie działalności gospodarczej stwierdzono, że „zaproponowane rozwiązanie uwolni przedsiębiorców od poważnych obciążeń biurokratycznych związanych dotychczas z przygotowaniem i przedstawieniem organowi obszernej dokumentacji związanej z wydawaniem zezwoleń. W zasadniczy sposób skróci się również czas niezbędny do dokonania formalności związanych z rozpoczęciem działalności regulowanej.” Rozwiązanie to jednak mogło stwarzać dla przedsiębiorców pewne zagrożenie. Zezwolenie stanowiło dla przedsiębiorców potwierdzenie, że spełniają oni warunki do wykonywania działalności gospodarczej objętej zezwoleniem. Wpis do rejestru działalności regulowanej takiej gwarancji nie dawał.

## Ustawa o swobodzie działalności gospodarczej (2004–2018)

### Definicja działalności regulowanej
Według art. 5 pkt 5 ustawy z dnia 2 lipca 2004 r. o swobodzie działalności gospodarczej działalność regulowana była działalnością gospodarczą, której wykonywanie wymaga spełnienia szczególnych warunków, określonych przepisami prawa.
Definicję działalności regulowanej doprecyzowywał art. 64 ust. 1, stanowiąc, że dany rodzaj działalności jest działalnością regulowaną, jeżeli przepis odrębnej ustawy tak stanowi; a przedsiębiorca może wykonywać tę działalność (zawód regulowany), jeżeli spełnia szczególne warunki określone przepisami tej odrębnej ustawy i po uzyskaniu wpisu w rejestrze działalności regulowanej, z zastrzeżeniem art. 75, który określa rodzaje działalności, do wykonywania których wymagane jest uzyskanie zezwolenia, licencji albo zgody.
Pojęcie działalności regulowanej (lub inaczej wpisu do rejestru działalności regulowanej) pojawiło się wraz z wejściem w życie ustawy z dnia 2 lipca 2004 r. o swobodzie działalności gospodarczej (Dz.U. z 2017 r. poz. 2168), z dniem 21 sierpnia 2004 r., jako nowa forma reglamentacji działalności gospodarczej. Unormowania dotyczące reglamentacji działalności gospodarczej ustawa o swobodzie działalności gospodarczej zawiera w rozdziale 4 zatytułowanym „Koncesje oraz regulowana działalność gospodarcza”. Wyróżnić można było następujące formy reglamentacji działalności gospodarczej: koncesje (art. 46–63), wpis do rejestru działalności regulowanej (art. 64 – 74), zezwolenia (art. 75 ust. 1-2a), zgłoszenie (art. 75 ust. 2), licencje (art. 75 ust. 3), oraz zgodę (art. 75 ust. 4).

### Rodzaje działalności regulowanej
Ustawa o swobodzie działalności gospodarczej nie wymieniała rodzajów działalności gospodarczej uznanych za działalność regulowaną. Art. 5 pkt 5, zawierający definicję działalności regulowanej, oraz art. 64 ust. 1 ustawy, odsyłały w tym zakresie do przepisów ustaw odrębnych.
Ustawa o swobodzie działalności gospodarczej w art. 64–74 regulowała podstawowe kwestie dotyczące działalności regulowanej. Kwestie szczegółowe, takie jak warunki wykonywania danej działalności, organ prowadzący rejestr, sposób prowadzenia rejestru, treść oświadczenia przedsiębiorcy, dane podlegające wpisowi do rejestru itp., określały przepisy ustaw regulujących daną działalność.

### Rejestr działalności regulowanej
Ustawa o swobodzie działalności gospodarczej w art. 64 wskazywała, że przedsiębiorca może rozpocząć działalność, jeżeli spełnia szczególne warunki jej wykonywania określone przepisami odrębnej ustawy i po uzyskaniu wpisu w rejestrze działalności regulowanej. Zgodnie z art. 67 ust. 1 organ prowadzący rejestr zobowiązany był do dokonania wpisu w terminie 7 dni od dnia wpływu do tego organu wniosku o wpis wraz z oświadczeniem o spełnieniu warunków wymaganych do wykonywania działalności gospodarczej, dla której rejestr jest prowadzony. Jeżeli w tym terminie właściwy organ nie dokonał wpisu, a od dnia wpływu wniosku upłynęło 14 dni, przedsiębiorca mógł rozpocząć działalność po uprzednim zawiadomieniu o tym na piśmie organu, który nie dokonał wpisu (art. 67 ust. 2). Organ prowadzący rejestr działalności regulowanej wydawał z urzędu zaświadczenie o dokonaniu wpisu (art. 65 ust. 5).
Rejestr działalności regulowanej był jawny. Każdy miał prawo dostępu do danych w nim zawartych za pośrednictwem organu, który prowadzi rejestr (art. 66 ust. 1).
Wpisu do rejestru działalności regulowanej organ prowadzący rejestr dokonywał na pisemny wniosek przedsiębiorcy. Do wniosku o wpis przedsiębiorca dołączał oświadczenie, że dane we wniosku o wpis są kompletne i zgodne z prawdą oraz że przedsiębiorcy znane są i że spełnia warunki wymagane do wykonywania danej działalności regulowanej. Oświadczenie przedsiębiorcy, że spełnia on szczególne warunki wykonywania działalności objętej wpisem do rejestru, było wystarczające dla dokonania wpisu. Na tym etapie organ prowadzący rejestr nie sprawdzał, czy przedsiębiorca rzeczywiście spełnia określone warunki. Od tej reguły istniał jednak wyjątek. Wyjątek ten dotyczy działalności regulowanej w zakresie indywidualnej praktyki lekarskiej, indywidualnej specjalistycznej praktyki lekarskiej oraz grupowej praktyki lekarskiej. Art. 50b ust. 1 ustawy z dnia 5 grudnia 1996 r. o zawodach lekarza i lekarza dentysty (Dz.U. z 2022 r. poz. 1731) stanowi, że organ prowadzący rejestr, tj. okręgowa rada lekarska, dokonuje wpisu do rejestru indywidualnych praktyk lekarskich, indywidualnych specjalistycznych praktyk lekarskich lub grupowych praktyk lekarskich, po sprawdzeniu spełnienia warunków wykonywania działalności w zakresie indywidualnej praktyki lekarskiej, indywidualnej specjalistycznej praktyki lekarskiej lub grupowej praktyki lekarskiej. Co do zasady jednak organ prowadzący rejestr nie miał obowiązku sprawdzania, czy przedsiębiorca w momencie wpisu do rejestru spełnia szczególne warunki wykonywania danej działalności regulowanej. Organ prowadzący rejestr zachowywał jednak prawo kontroli przedsiębiorcy w tym zakresie, dlatego przedsiębiorca obowiązany był przechowywać wszystkie dokumenty niezbędne do wykazania spełniania warunków wymaganych do wykonywania działalności regulowanej (art. 69 i art. 70). Jeżeli w czasie kontroli okazało się, że przedsiębiorca złożył oświadczenie niezgodne ze stanem faktycznym, organ prowadzący rejestr wydawał decyzję o zakazie wykonywania przez przedsiębiorcę działalności objętej wpisem (art. 71 ust. 1 pkt 1). W przypadku wydania takiej decyzji organ z urzędu wykreślał wpis przedsiębiorcy z rejestru działalności regulowanej (art. 71 ust. 3). Ponowny wpis do tego rejestru przedsiębiorca, którego wykreślono z rejestru działalności regulowanej, mógł uzyskać nie wcześniej niż po upływie 3 lat od dnia wydania decyzji o wykreśleniu z rejestru (art. 72 ust. 1).
Informacje o uzyskanych przez przedsiębiorców i inne podmioty uprawnieniach (koncesjach, zezwoleniach i wpisach do rejestru działalności regulowanej) są w oparciu o art. 44 ustawy o Centralnej Ewidencji i Informacji o Działalności Gospodarczej i Punkcie Informacji dla Przedsiębiorcy w Centralnej Ewidencji i Informacji o Działalności Gospodarczej (CEIDG) – systemie teleinformatycznym prowadzonym przez ministra właściwego do spraw gospodarki (www.firma.gov.pl).

## Prawo przedsiębiorców (od 2018)
Od 30 kwietnia 2018 r. działalność regulowaną normuje art. 43 ustawy z dnia 6 marca 2018 r. – Prawo przedsiębiorców (Dz.U. z 2023 r. poz. 221). Ustawa ta również zawiera odesłanie do przepisów odrębnych (art. 43 ust. 8). Przedsiębiorca w dalszym ciągu składa oświadczenia o spełnieniu warunków wpisu do rejestru (art. 43 ust. 2) i podlega kontroli ze strony organu prowadzącego rejestr (art. 43 ust. 7). Utrzymano zasadę jawności rejestru (art. 43 ust. 4). Jeżeli przedsiębiorca został wykreślony z rejestru, może uzyskać ponownie wpis do niego po 3 latach. Gdyby złożył wniosek wcześniej, odmawia się wpisu (art. 43 ust. 3 pkt 2). Za działalność regulowaną uznane zostały m.in. następujące rodzaje działalności gospodarczej:
- działalność w zakresie przechowywania dokumentacji osobowej i płacowej pracodawców o czasowym okresie przechowywania (art. 51a ust. 1 ustawy z 14 listopada 1983 r. o narodowym zasobie archiwalnym i archiwach (Dz.U. z 2020 r. poz. 164)). Działalność ta wymaga wpisu do rejestru przechowawców akt osobowych i płacowych, a organem prowadzącym rejestr jest marszałek województwa właściwy ze względu na miejsce wykonywania działalności objętej wpisem (art. 51b).
- działalność polegająca na świadczeniu usług turystycznych obejmujących polowania wykonywane przez cudzoziemców na terytorium Rzeczypospolitej Polskiej i polowania za granicą (art. 17 ust. 1 ustawy z 13 października 1995 r. – Prawo łowieckie (Dz.U. z 2023 r. poz. 1082)). Działalność ta wymaga wpisu do rejestru polowań, a organem prowadzącym rejestr jest marszałek województwa właściwy ze względu na siedzibę albo miejsce zamieszkania przedsiębiorcy (art. 17 ust. 2).
- działalność w zakresie kształcenia podyplomowego prowadzonego przez przedsiębiorcę, a także w zakresie prowadzenia indywidualnej lub indywidualnej specjalistycznej albo grupowej praktyki pielęgniarek, położnych (art. 10g i art. 24a ustawy z 15 lipca 2011 r. o zawodach pielęgniarki i położnej (Dz.U. z 2024 r. poz. 814)). Działalność w zakresie kształcenia podyplomowego prowadzonego przez przedsiębiorcę wymaga wpisu do rejestru, a organem prowadzącym rejestr jest okręgowa rada pielęgniarek i położnych właściwa dla miejsca prowadzenia kształcenia. Natomiast działalność w zakresie prowadzenia indywidualnej lub indywidualnej specjalistycznej albo grupowej praktyki pielęgniarek, położnych wymaga wpisu odpowiednio do rejestru indywidualnych praktyk, rejestru indywidualnych specjalistycznych praktyk albo rejestru grupowych praktyk pielęgniarek, położnych, a organem prowadzącym te rejestry jest okręgowa rada pielęgniarek i położnych właściwa ze względu na miejsce wykonywania praktyki (art. 10i ust. 1, art. 25 ust. 1, art. 25a ust. 2).
- działalność w zakresie kształcenia podyplomowego prowadzonego przez przedsiębiorcę, a także w zakresie prowadzenia indywidualnej praktyki lekarskiej, indywidualnej specjalistycznej praktyki lekarskiej oraz grupowej praktyki lekarskiej (art. 19a i art. 49a ustawy z 5 grudnia 1996 r. o zawodach lekarza i lekarza dentysty (Dz.U. z 2022 r. poz. 1731)). Działalność w zakresie kształcenia podyplomowego prowadzonego przez przedsiębiorcę wymaga wpisu do rejestru, a organem prowadzącym rejestr jest okręgowa rada lekarska właściwa dla miejsca prowadzenia kształcenia. Natomiast działalność w zakresie prowadzenia indywidualnej praktyki lekarskiej, indywidualnej specjalistycznej praktyki lekarskiej albo grupowej praktyki lekarskiej wymaga wpisu odpowiednio do rejestru indywidualnych praktyk, rejestru indywidualnych specjalistycznych praktyk albo rejestru grupowych praktyk lekarskich, a organem prowadzącym te rejestry jest okręgowa rada lekarska właściwa ze względu na miejsce wykonywania praktyki (art. 19c ust. 1, art. 50 ust. 1 i art. 50a ust. 1).
- działalność w zakresie prowadzenia stacji kontroli pojazdów, prowadzenia ośrodka szkolenia kierowców, prowadzenia pracowni psychologicznej oraz w zakresie prowadzenia ośrodka doskonalenia techniki jazdy (art. 83 ust. 2 ustawy z 20 czerwca 1997 r. – Prawo o ruchu drogowym (Dz.U. z 2022 r. poz. 988, ze zm.) i art. 28 ust. 1, art. 85 ust. 1 i art. 114 ust. 1 ustawy z dnia 5 stycznia 2011 r. o kierujących pojazdami (Dz.U. z 2024 r. poz. 1210)). Działalność w zakresie prowadzenia stacji kontroli pojazdów wymaga wpisu do rejestru przedsiębiorców prowadzących stacje kontroli pojazdów, a organem prowadzącym rejestr jest starosta właściwy ze względu na miejsce wykonywania działalności objętej wpisem; działalność w zakresie prowadzenia ośrodka szkolenia kierowców wymaga wpisu do rejestru przedsiębiorców prowadzących ośrodek szkolenia kierowców, a organem prowadzącym te rejestry jest starosta właściwy ze względu na miejsce prowadzenia ośrodka szkolenia kierowców. Natomiast działalność w zakresie prowadzenia pracowni psychologicznej dla kandydatów na kierowców wymaga wpisu do rejestru przedsiębiorców prowadzących pracownię psychologiczną, a organem prowadzącym rejestr jest marszałek województwa właściwy ze względu na miejsce prowadzenia działalności. Wreszcie działalność w zakresie prowadzenia ośrodka doskonalenia techniki jazdy wymaga wpisu do rejestru przedsiębiorców prowadzących ośrodek doskonalenia techniki jazdy, a organem prowadzącym rejestr jest wojewoda właściwy ze względu na miejsce wykonywania działalności objętej wpisem (art. 83a ust. 1 Prawa o ruchu drogowym, art. 28 ust. 3, art. 85 ust. 3 i art. 115 ust. 1 ustawy o kierujących pojazdami).
- działalność w zakresie organizowania imprez turystycznych oraz ułatwiania nabywania powiązanych usług turystycznych (art. 22 ust. 1 ustawy z dnia 24 listopada 2017 r. o imprezach turystycznych i powiązanych usługach turystycznych (Dz.U. z 2023 r. poz. 2211)). Działalność ta wymaga wpisu do rejestru organizatorów turystyki i przedsiębiorców ułatwiających nabywanie powiązanych usług turystycznych, a organem prowadzącym rejestr jest marszałek województwa właściwy ze względu na siedzibę przedsiębiorcy (art. 23 ust. 1).
- działalność w zakresie wyrobu, oczyszczania, skażania lub odwadniania alkoholu etylowego oraz w zakresie wytwarzania wyrobów tytoniowych (art. 3 ust. 1 i 2 ustawy z 2 marca 2001 r. o wyrobie spirytusu, wyrobie i rozlewie wyrobów spirytusowych oraz wytwarzaniu wyrobów tytoniowych (Dz.U. z 2023 r. poz. 463)). Działalność ta wymaga wpisu odpowiednio do rejestru podmiotów wykonujących działalność w zakresie wyrobu i przetwarzania alkoholu etylowego albo rejestru producentów wyrobów tytoniowych, a organem prowadzącym te rejestry jest Dyrektor Generalny Krajowego Ośrodka Wsparcia Rolnictwa (art. 4).
- działalność w zakresie usług detektywistycznych (art. 3 ustawy z 6 lipca 2001 r. o usługach detektywistycznych (Dz.U. z 2020 r. poz. 129)). Działalność ta wymaga wpisu do rejestru działalności detektywistycznej, a organem prowadzącym rejestr jest minister właściwy do spraw wewnętrznych (art. 17 ust. 1).
- działalność w zakresie prowadzenia ośrodka szkolenia kierowców wykonujących przewóz drogowy (art. 39g ust. 1 ustawy z dnia 6 września 2001 r. o transporcie drogowym (Dz.U. z 2024 r. poz. 1539)). Działalność ta wymaga wpisu do rejestru przedsiębiorców prowadzących ośrodek szkolenia, a organem prowadzącym rejestr jest wojewoda właściwy ze względu na miejsce wykonywania działalności objętej wpisem (art. 39g ust. 3).
- działalność w zakresie prowadzenia kursów ADR, kursów na ekspertów ADN, kursów dla doradców (art. 50 ust. 1 ustawy z 19 sierpnia 2011 r. o przewozie towarów niebezpiecznych (Dz.U. z 2024 r. poz. 643)). Działalność ta wymaga wpisu do rejestru przedsiębiorców prowadzących kursy dokształcające, a organem prowadzącym rejestr jest marszałek województwa (art. 52 ust. 1).
- działalność kantorowa (art. 11 ust. 1 ustawy z 27 lipca 2002 r. – Prawo dewizowe (Dz.U. z 2024 r. poz. 1131)). Działalność ta wymaga wpisu do rejestru działalności kantorowej, a organem prowadzącym rejestr jest Prezes Narodowego Banku Polskiego (art. 16 ust. 1).
- działalność pocztowa niewymagająca zezwolenia (art. 6 ust. 1 ustawy z 23 listopada 2012 r. – Prawo pocztowe (Dz.U. z 2025 r. poz. 366)). Działalność ta wymaga wpisu do rejestru operatorów pocztowych, a organem prowadzącym rejestr jest Prezes Urzędu Komunikacji Elektronicznej (art. 8).
- działalność w zakresie wyrobu lub rozlewu wyrobów winiarskich (art. 7 ust. 1 ustawy z dnia 2 grudnia 2021 r. o wyrobach winiarskich (Dz.U. z 2023 r. poz. 550)). Działalność ta wymaga wpisu do rejestru przedsiębiorców wykonujących działalność w zakresie wyrobu lub rozlewu wyrobów winiarskich, a organem prowadzącym rejestr jest Dyrektor Generalny Krajowego Ośrodka Wsparcia Rolnictwa (art. 10 ust. 1).
- działalność telekomunikacyjna będąca działalnością gospodarczą (art. 5 ust. 1 ustawy z dnia 12 lipca 2024 r. – Prawo komunikacji elektronicznej (Dz.U. z 2024 r. poz. 1221)). Działalność ta wymaga wpisu do rejestru przedsiębiorców telekomunikacyjnych, a organem prowadzącym rejestr jest Prezes Urzędu Komunikacji Elektronicznej (art. 5 ust. 4).
- działalność w zakresie wytwarzania, magazynowania lub wprowadzania do obrotu biokomponentów (art. 4 ust. 1 ustawy z 25 sierpnia 2006 r. o biokomponentach i biopaliwach ciekłych (Dz.U. z 2025 r. poz. 901)). Działalność ta wymaga wpisu do rejestru wytwórców, a organem prowadzącym rejestr jest Dyrektor Generalny Krajowego Ośrodka Wsparcia Rolnictwa (art. 4 ust. 2).
- działalność w zakresie wyrobu lub rozlewu napojów spirytusowych (art. 3 ust. 1 ustawy z 18 października 2006 r. o wyrobie napojów spirytusowych (Dz.U. z 2023 r. poz. 1584)). Działalność ta wymaga wpisu do rejestru działalności w zakresie wyrobu lub rozlewu napojów spirytusowych, a organem prowadzącym rejestr Dyrektor Generalny Krajowego Ośrodka Wsparcia Rolnictwa (art. 5).